# Стасов, Павел Михайлович
Павел Михайлович Стасов (16 августа 1936, село Чаппанда, Нюрбинский район, ЯАССР, РСФСР, СССР  — 31 марта 2018) — заслуженный тренер ЯАССР, мастер спорта СССР, Почётный гражданин Чурапчинского района.

## Биография
Павел Стасов родился 16 августа 1936 года в селе Чаппанда Нюрбинского района. Остался сиротой в раннем детстве. До 1962 года занимался гиревым спортом. Во время проведения первенства Сибири и Дальнего Востока по национальным видам спорта Павел Стасов впервые попробовал себя в стрельбе из лука и показал четвертый результат из пятнадцати участников. После этого Павел Стасов стал первым тренером этого вида спорта в Якутии. В 1967 году стал почётным членом ДСО «Урожай».
С 1964 по 1966 год он работал общественным тренером по стрельбе из лука. В 1965 году под руководством тренера Павла Стасова сборная команда республики во время проведения спартакиады народов Сибири и Дальнего Востока заняла 3 место. Два участника сборной получили первый разряд республики по стрельбе из лука. В 1967 году стал работать тренером ДЮСШ, выполнил норму мастера спорта СССР первым из Якутии. Его ученики выполнили норматив кандидатов в мастера спорта и первого разряда.
в 1968 году Павел Стасов инициировал включение стрельбы из лука в программу Спартакиады национальных видов спорта Манчаары. В 1969 году ученики Павла Стасова стали выполнять нормативы мастеров спорта. Работал тренером до 1996 года. За высокие спортивные достижения был награжден званием лауреата спорта РС(Я) двадцатого века.
В 1973 году стал выпускником Якутского педагогического училища. В 1976 году команда ДЮСШ под руководством Павла Стасова стала победителем первенства ДЮСШ ССР в городе Санкт-Петербурге.
Павел Стасов стал наставником для 25 мастеров спорта СССР и России по стрельбе из лука, из них 6 женщин — мастеров спорта. Дочь Павла Стасова — Анна Алексеева-Стасова была кандидатом в олимпийскую сборную команду страны с 1993 по 1995 годы. Его ученикам 24 раза присваивали титул чемпионов России, 70 раз они становились чемпионами Якутии, и 27 раз были чемпионами зоны Дальнего Востока и Сибири. Ученик Павла Стасова — Михаил Матвеев, мастер спорта, трехкратный чемпион ВС СССР и мастер спорта СССР.
В середине 1990-х школа по стрельбе из лука, организованная Павлом Стасовым, была закрыта.

## Награды и звания
- Ветеран труда и физической культуры
- Отличник образования РС(Я)
- Медаль «80 лет Госкомспорт России»[1]